# امارپاتی، پارسا
امارپاتی، پارسا (به لاتین: Amarpatti, Parsa) یک منطقهٔ مسکونی در نپال است که در Narayani Zone واقع شده‌است.

## خصوصیات
امارپاتی ۳٬۰۸۵ نفر جمعیت دارد.